# イッポリト・カフィ

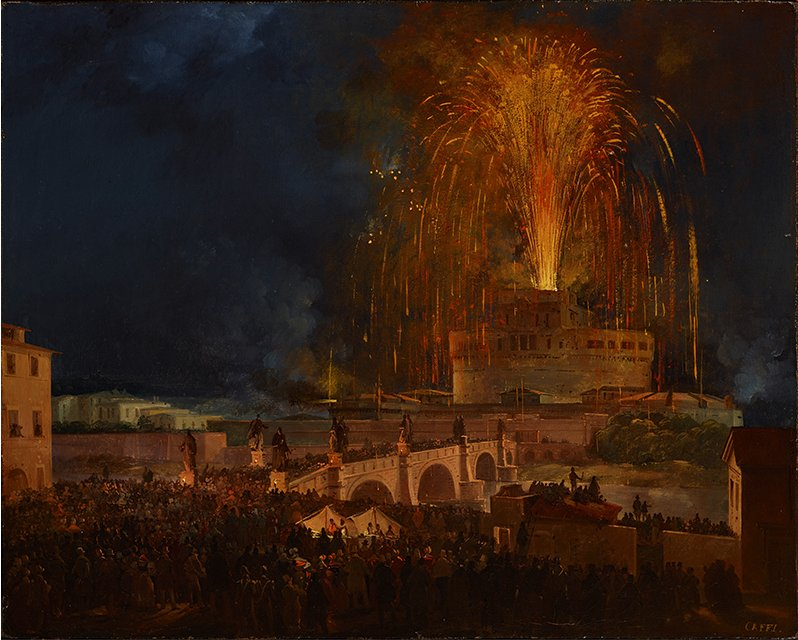
「ローマの花火大会(ジランドラ)」(1830)

イッポリト・カフィ（Ippolito Caffi、1809年10月16日 - 1866年7月20日）はイタリアの画家である。ヴェネツィアやローマの風景などを描いた。

## 略歴
現在のヴェネト州のベッルーノに生まれた。ベッルーノで学んだ後、パドヴァで、いとこの画家、ピエトロ・パオレッティ(Pietro Paoletti:1801-1847)に学んだ。パオレッティは当時、ベッルーノ出身の新古典派の画家、ジョヴァンニ・デ・ミン(Giovanni De Min:1786–1859)のもとで働いていた。その後、ヴェネツィアに移り、ヴェネツィア美術アカデミーで学び、ヴェネツィアで多くの風景画を描いた。
1832年にローマに移り、壁画画家として働いていたパオレッティの工房に入り、修業を続け、1833年にローマに工房を開いた。
ローマに住みながら、イタリア各地で絵の展示会を開き、また熱気球に旅をして夢中になり、熱気球の絵も残した。1841年にパドヴァのカフェの装飾画を描き、1843年にナポリに旅し、ナポリから、アテネ、パレスチナ、エジプトに旅し1844年に帰国した。
1848年に第一次イタリア独立戦争が始まると、フリウーリに移り兵士となって、オーストリア軍と戦うが、捕虜になり、脱走した後、ヴェネツィアに隠れ、ジェノヴァ、スイスを経て、1850年にトリノで暮らした。
何度かロンドンやパリ、スペインを訪れ、ロンドン万国博覧会にも出展した。1855年にローマに帰国し、1858年からヴェネツィアに住んだが、ヴェネツィアでは「暴動罪」で起訴され裁判を受けた。トリノへ頻繁に訪れていたので当時ヴェネツィアを支配するオーストリア当局の疑いを受け、3か月間政治犯として入獄した後、ミラノに移った。さらにナポリに移り、ジュゼッペ・ガリバルディの義勇軍に加わった。1860年にイタリアが統一された後、ヴェネツィアに戻り、画業を再開した。
普墺戦争中の1866年にイタリア軍とオーストリア軍との間で戦われたリッサ海戦で撃沈されたイタリア艦隊の装甲艦「レ・ディタリア」に乗艦していて、亡くなった。57歳だった。
伝統的な都市の景観を描いたが、夜景を描くなど新しい試みをした画家であった。

## 作品

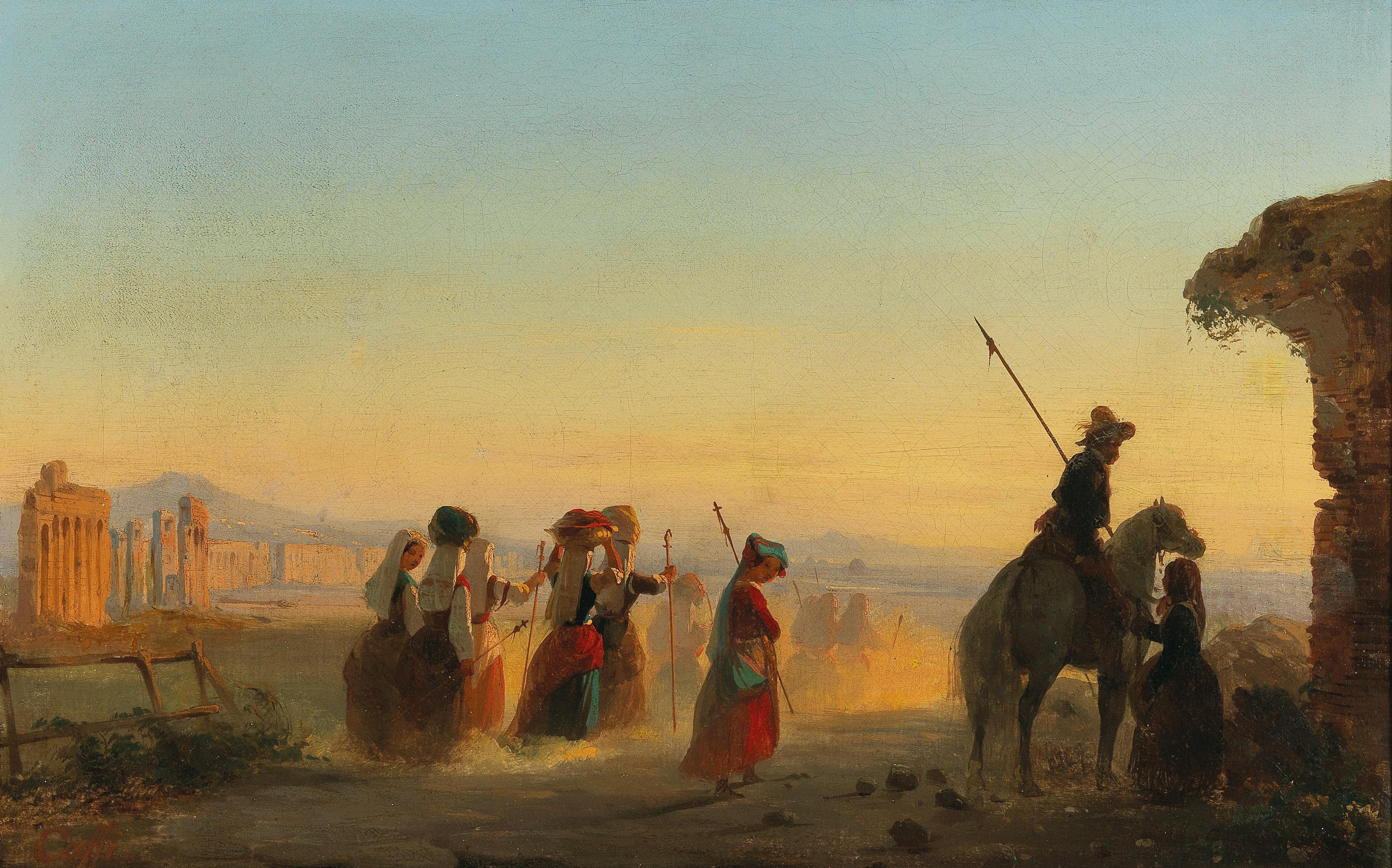
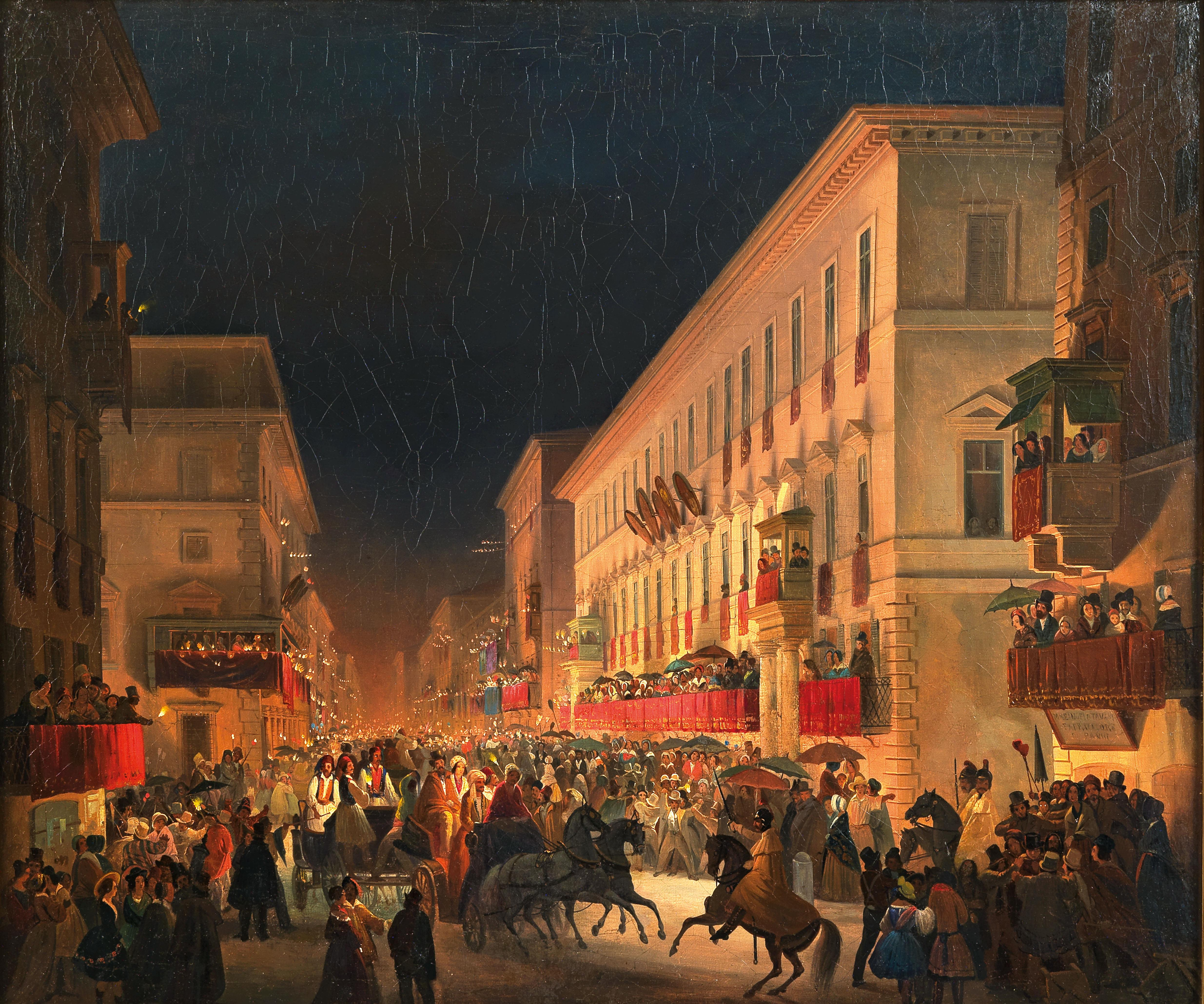
ローマのカーニバル
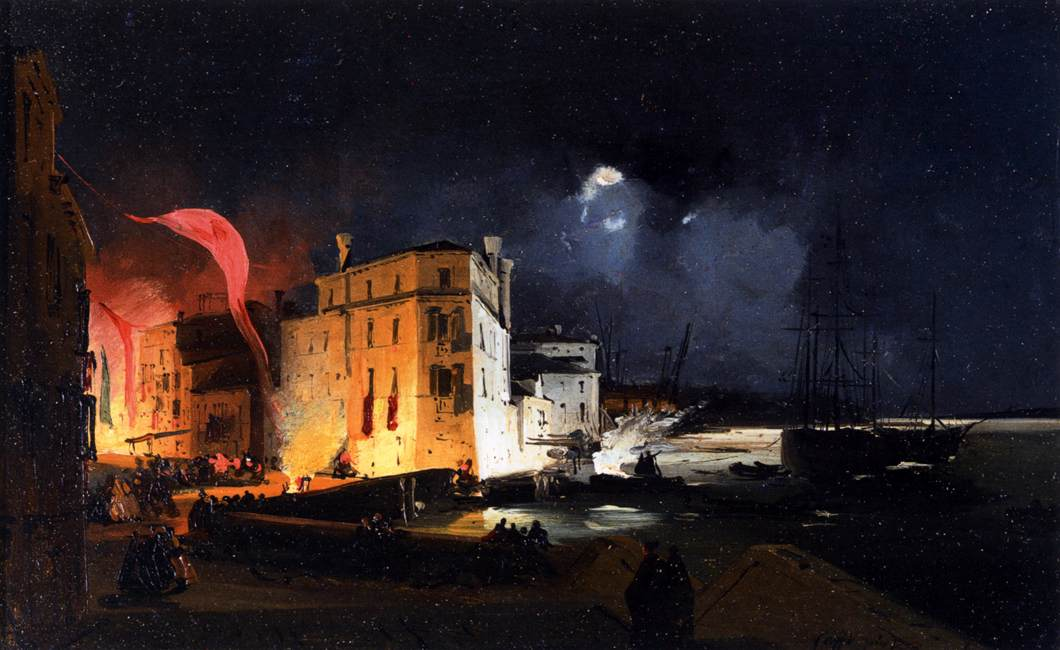
ヴェネツィアの夜の祝典(1840)
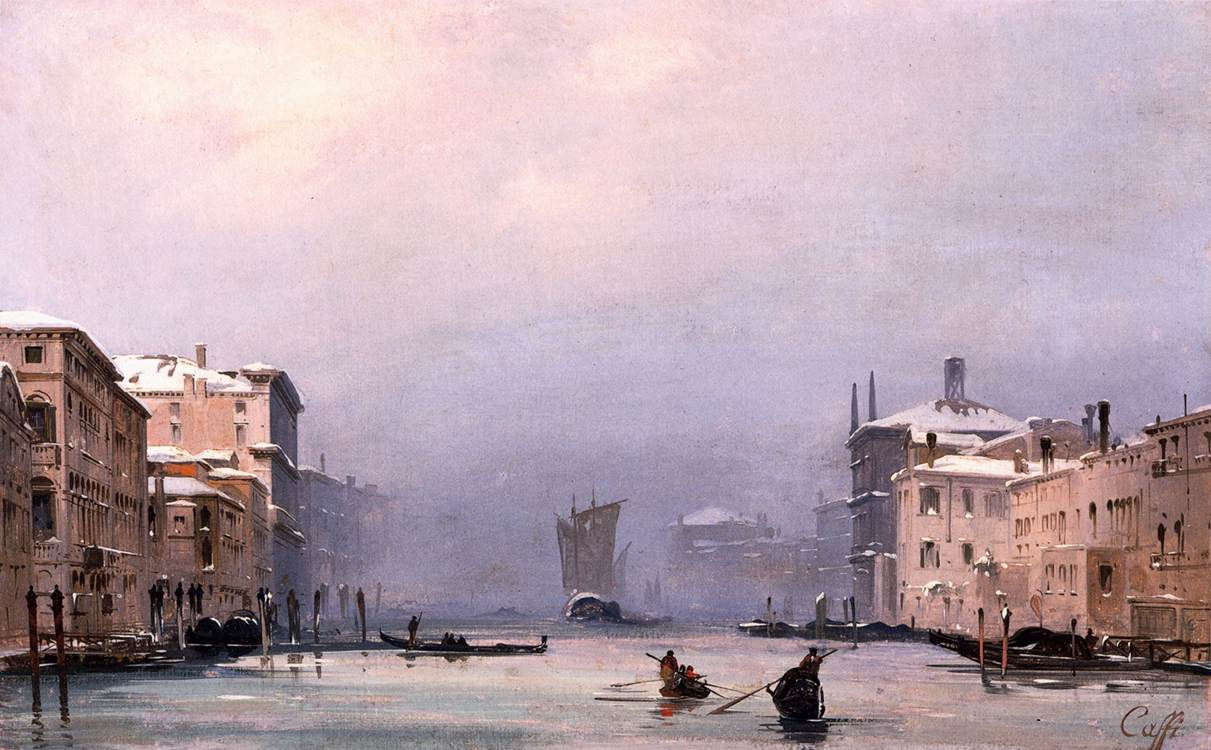
雪と霧のカナル・グランデ(c.1840)
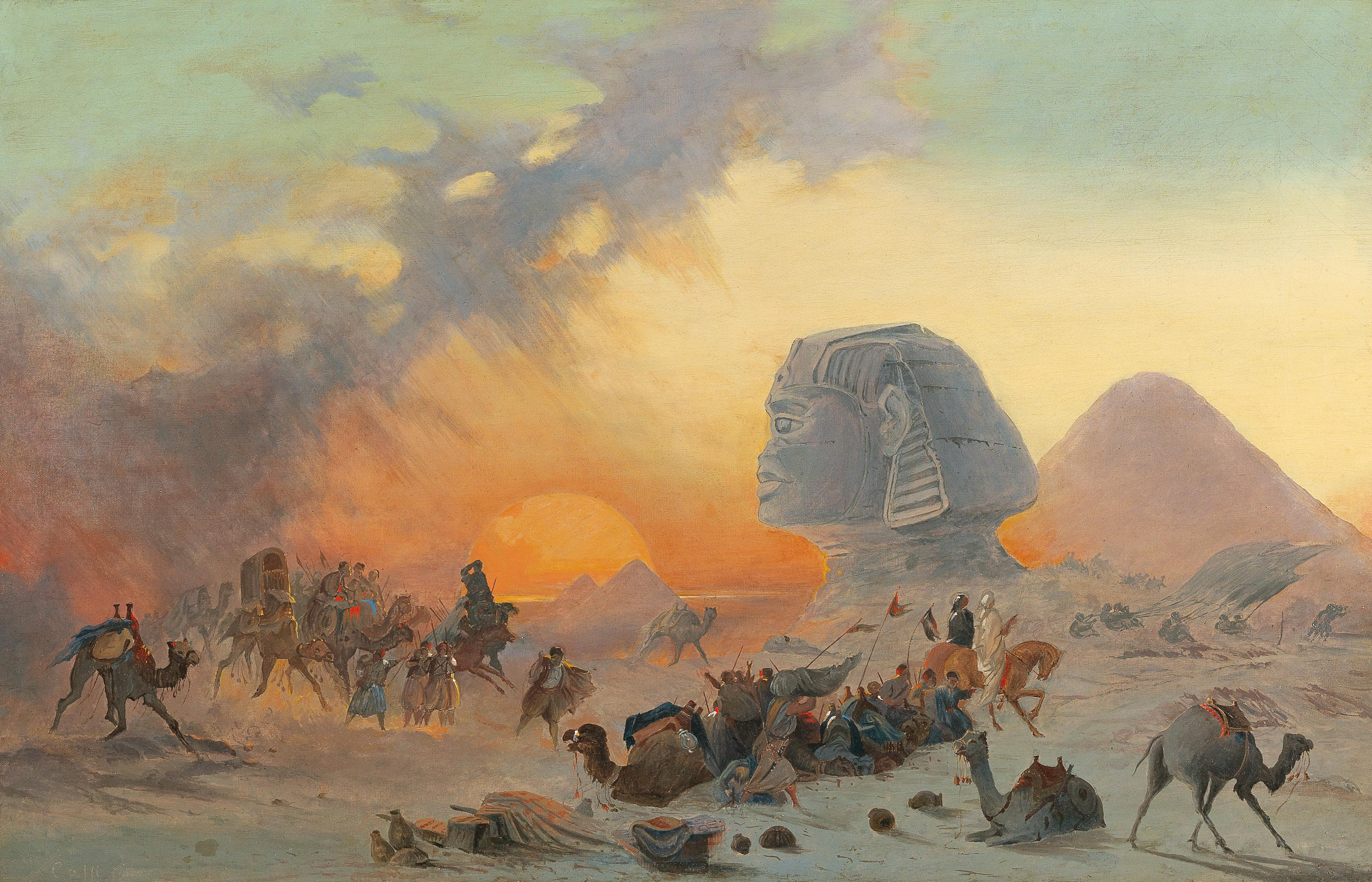
シムーンの砂漠の隊商
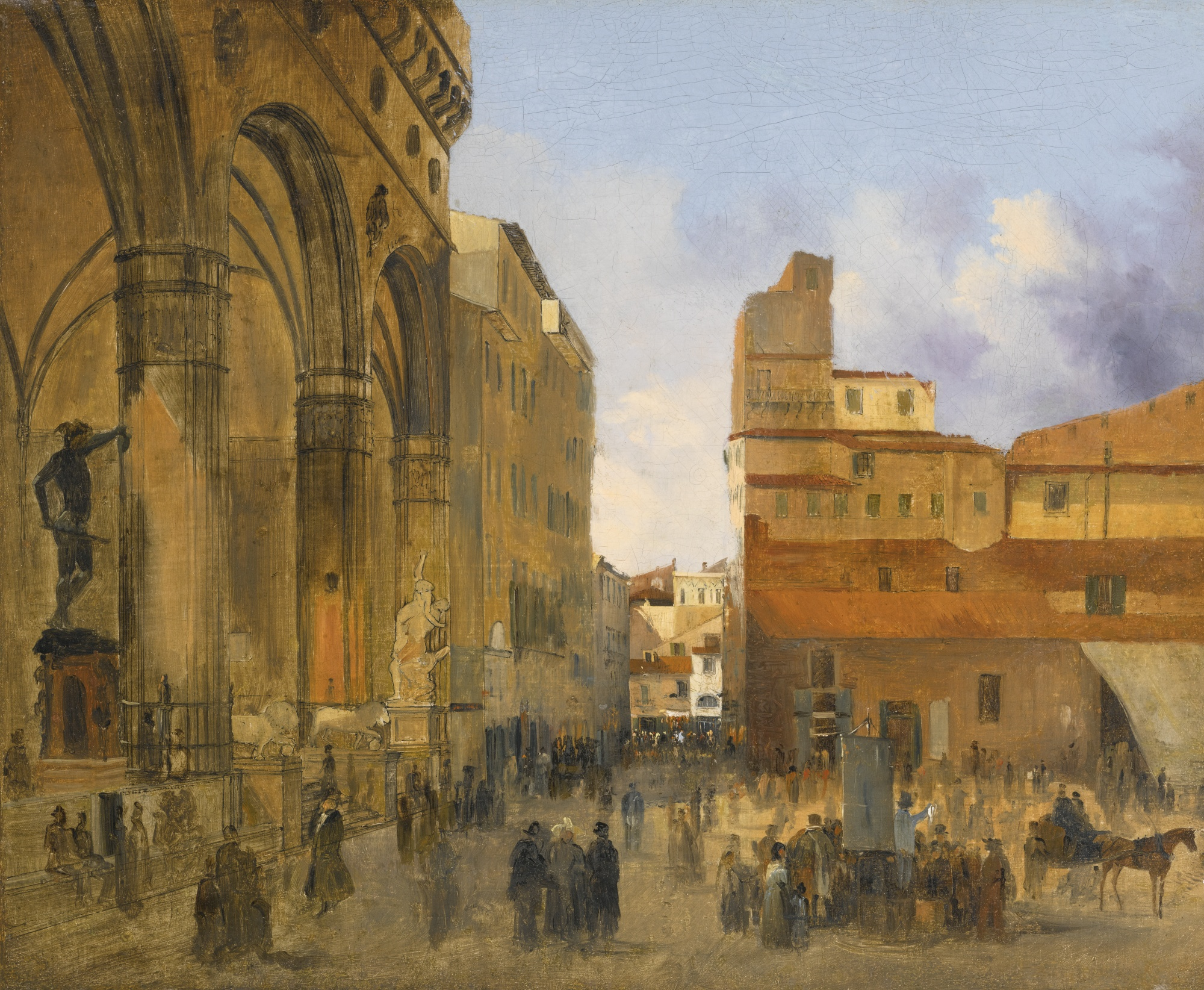
フィレンツェの風景